# Trichophaeopsis paludosa
Trichophaeopsis paludosa är en svampart som först beskrevs av Jean Louis Emile Boudier, och fick sitt nu gällande namn av Häffner & L.G. Krieglst. 1991. Trichophaeopsis paludosa ingår i släktet Trichophaeopsis och familjen Pyronemataceae.   Inga underarter finns listade i Catalogue of Life.
I den svenska databasen Dyntaxa används istället namnet Trichophaea paludosa för samma taxon.  Arten är reproducerande i Sverige.